# Цзинькоухэ
РЦзинькоухэ́ (кит. упр. 金口河, пиньинь Jīnkǒuhé) — район городского подчинения городского округа Лэшань провинции Сычуань (КНР).

## История
При империи Цинь на этой территории был образован уезд Наньань (南安县).
В эпоху Южных и Северных династий эти земли оказались под ударами племён лао, и при империи Северная Чжоу уезд был переименован в Пинцян (平羌县).
При империи Суй эти земли оказались в составе уезда Эмэй (峨眉县). При империи Тан был выделен уезд Лому (罗目县), но потом эти земли опять вошли в состав уезда Эмэй.
В 1914 году эти земли оказались в составе уезда Эбянь (峨边县)
В 1952 году был образован Специальный район Лэшань (乐山专区), и уезд Эбянь вошёл в его состав. В 1970 году Специальный район Лэшань был переименован в Округ Лэшань (乐山地区). В 1978 году из уезда Эбянь был выделен Промышленно-сельскохозяйственный образцовый район Цзинькоухэ (金口河工农示范区), который в 1979 году был переименован в Промышленно-сельскохозяйственный район Цзинькоухэ. В 1985 году округ Лэшань был преобразован в городской округ Лэшань, при этом Промышленно-сельскохозяйственный район Цзинькоухэ был расформирован, а его территория стала районом Цзинькоухэ городского округа Лэшань.

## Административное деление
Район Цзинькоухэ делится на 2 посёлка, 2 волости и 2 национальные волости.